# Phoenix Roadrunners (CHL)
Die Phoenix Roadrunners waren ein US-amerikanisches Eishockeyfranchise der Central Hockey League aus Phoenix, Arizona.  

## Geschichte
Die Phoenix Roadrunners nahmen zur Saison 1977/78 den Spielbetrieb in der Central Hockey League auf. Sie führten die Tradition des gleichnamigen Franchises aus der World Hockey Association fort. Nachdem die Mannschaft nur elf Punkte in 27 Spielen erreicht hatte, entschieden sich die Teambesitzer dazu, die Mannschaft am 12. Dezember 1977 vorzeitig vom Spielbetrieb der CHL zurückzuziehen. Stattdessen gründeten sie ein gleichnamiges Team in der Pacific Hockey League.

## Saisonstatistik
Abkürzungen: GP = Spiele, W = Siege, L = Niederlagen, T = Unentschieden, OTL = Niederlagen nach Overtime SOL = Niederlagen nach Shootout, Pts = Punkte, GF = Erzielte Tore, GA = Gegentore, PIM = Strafminuten
| Saison  | GP | W | L  | T | OTL | SOL | Pts | GF | GA  | Platz   | Playoffs           |
| 1977–78 | 27 | 4 | 20 | 3 | —   | —   | 11  | 75 | 134 | 6., CHL | nicht qualifiziert |